# Australothis volatilis
Australothis volatilis là một loài bướm đêm trong họ Noctuidae.